# Bara Ben
Bara Ben är ett musikalbum på både LP-skiva och på kassettband från 1984 av After Shave.

## Låtlista
All musik och alla texter är skrivna av Knut Agnred om inget annat anges.
1. "Fiskvisan"
2. "Borås, Borås" (Musik: John Kander – text: After Shave)
  - Originaltitel: "New York, New York"
3. "Historien om Gösta och frk Lisa B. Persson"
4. "Kolla å kolla" (Musik: August Söderman)
  - Originaltitel: "I bröllopsgården"
5. "Köp en gnu" (Musik: Freddie Mercury)
  - Originaltitel: "Bring Back That Leroy Brown"
6. "Hinkar"
7. "Dina vackra ben" (Musik: Charles Falk, Knut Agnred)
8. "S.O.S. - ..." (Musik: Bud Flanagan, Chesney Allen – text: Hans Alfredson, Tage Danielsson)
  - Originaltitel: "I'm Sending Out an S.O.S. for the One I Love"
9. "Bara sport" (Musik: Percy Faith – text: Claes Eriksson)
  - Originaltitel: "Mucho gusto"
10. "Indiska samBa"
11. "Min inspiration (till Ingmari)"